# Поезд проехал (картина Де Ниттиса)
«Поезд проехал» (итал. Passa un treno) — картина в стиле импрессионизма итальянского художника Джузеппе Де Ниттиса, на которой изображён проезд паровоза в сельской местности. Полотно написано около 1880 года и представляет собой живопись маслом на холсте размером 75×130 см. В настоящее время хранится в Пинакотеке Де Ниттиса в Барлетте.

## История
Впервые картина была представлена на IV Национальной выставке изящных искусств в Турине в 1880 году. В 1886 году она экспонировалась в Париже на персональной выставке Де Ниттиса.
Полотно принадлежит к группе работ, которые после смерти художника были подарены его вдовой, Леонтин Грювиль, городу Барлетта — месту рождения Де Ниттиса. Искусствоведы датировали создание картины 1869 годом и полагали, что действие на ней разворачивается в сельской местности на юге Италии. Позднее дата была перенесена на 1878—1879 годы. Причиной тому стал узел на платке одной из двух крестьянок на переднем плане и березы, что свидетельствовало об изображении французской или фламандской сельской местности.
В XX веке картина экспонировалась на Венецианской биеннале 1914 года, в 1963 году в Неаполе на выставке Де Ниттиса и художников Резинской школы, в 1991—1992 годах в Ватикане на выставке «Творчество человека от Гойи до Кандинского» в Крыле Карла Великого, организованной в честь столетия энциклики «Новых явлений» .

## Описание
Сюжет картины появился у автора во время одной из его поездок между Парижем и Лондоном около 1880 года. На полотне изображены клубы белого дыма, который оставил за собой паровоз, пересекающий засушливые поля. Клубы дыма расширяясь и расширяясь в поперечном направлении представляет собой точку схода живописной композиции.
Линия горизонта делит картину на две части: наверху — свинцовое серое небо с дождевыми тучами в суровый зимний день, внизу — бурые и сухие поля с небольшим рядом голых берёз. На переднем плане слева две согнутые фигуры крестьянок, изображённых со спины. Женщины заняты своим делом и равнодушны к прохождению поезда. Платок, завязанный узлом на голове одной из крестьянок, свидетельствует о её французском происхождении.
Современное механическое транспортное средство в движении вписывается в природный ландшафт, пересекая поля и не внося существенных изменений в окружающую действительность. Создаётся впечатление, что после того, как белый дым рассеется, все обязательно вернётся на круги своя.

## Работы на схожую тему
В 1873 году Де Ниттис написал два эскиза маслом на панели — «Железная дорога Торре Аннунциата» и «Ротайе». Это два очень похожих сюжета, в которых художник изобразил рельсы, пересекающиеся у железнодорожной станции, но без поезда. Обе работы, вероятно, были задуманы во время путешествия автора между Неаполем и Барлеттой. Картина «Депо железнодорожного вокзала» была написана Де Ниттисом между 1880 и 1884 годами, а полотно «Пересекающиеся поезда» датируются 1884 годом. Эти последние две работы, действие которых определенно происходит во Франции, также хранятся в Пинакотеке Де Ниттиса в Барлетте.